# Lista de canções digitais número um nos Estados Unidos em 2011

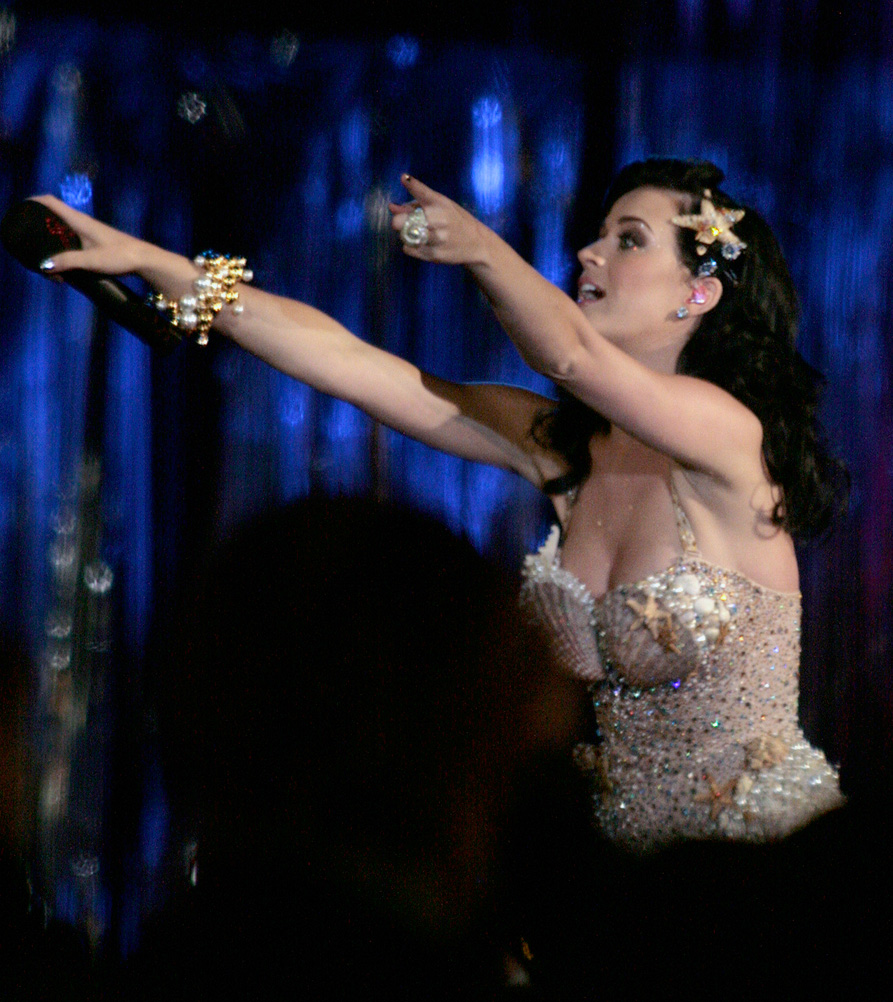
Katy Perry tornou-se na única artista a conseguir posicionar cinco singles consecutivos no primeiro lugar e a única a colocar cinco singles do mesmo álbum no topo.

A seguir apresenta-se a lista das canções digitais que alcançaram o número um nos Estados Unidos no ano de 2011. A Hot Digital Songs é uma tabela musical que classifica os singles mais vendidos em lojas digitais nos Estados Unidos, publicada semanalmente pela revista Billboard, com os seus dados recolhidos pelo sistema de mediação de vendas Nielsen SoundScan. Em 2011, dezasseis canções atingiram o primeiro lugar da Hot Digital Songs nas suas 53 publicações.
Sete  artistas atingiram o número um pela primeira vez, quer em trabalhos nos quais foram creditados como artistas principais ou convidados. Eles são: o duo LMFAO, a britânica Adele, Skylar Grey, Lauren Bennett, GoonRock, Christina Aguilera e o DJ Calvin Harris. A maior venda semanal foi da canção "Grenade" do músico havaiano Bruno Mars, que comercializou 559 mil exemplares na semana de 8 de Janeiro. A segunda maior venda foi a de "Born This Way" por Lady Gaga, com 509 mil unidades vendidas. Esta foi ainda a maior estreia do ano. Todavia, foi "Rolling in the Deep" de Adele o tema mais vendida do ano, com 5,81 milhões de exemplares. "E.T.", de Katy Perry com participação de Kanye West, foi a obra que por mais tempo permaneceu no topo, com sete semanas não consecutivas. Outras canções que ocuparam o primeiro posto por um tempo longo foram "Rolling in the Deep" e "Party Rock Anthem", de LMFAO com participação de Bennett e GoonRock, ambas com seis semanas consecutivas.
"Set Fire to the Rain", segundo número um de Adele, levou 23 semanas a conseguir alcançar o primeiro posto da Hot Digital Songs, o quarto maior tempo de espera para atingir a liderança de sempre,. Quatro outros artistas também conseguiram posicionar mais de uma canção no primeiro lugar, quer como artista convidado ou principal: Britney Spears, Bruno Mars, Katy Perry e Rihanna. Quando "Last Friday Night (T.G.I.F.)" alcançou o número um da Hot Digital Songs a 2 de Julho, Perry tornou-se na única artista a conseguir posicionar cinco singles consecutivos no primeiro lugar e a única colocar cinco singles do mesmo álbum no topo. Além disso, "Last Friday Night (T.G.I.F.)" registou um dos maiores saltos para o número um da tabela ao sair da posição 28 para a primeira na semana de 2 de Julho. Quando "We Found Love" atingiu a posição de pico no topo, Rihanna conseguiu o seu décimo primeiro número um na tabela, a maior soma por qualquer artista até então.

## Histórico

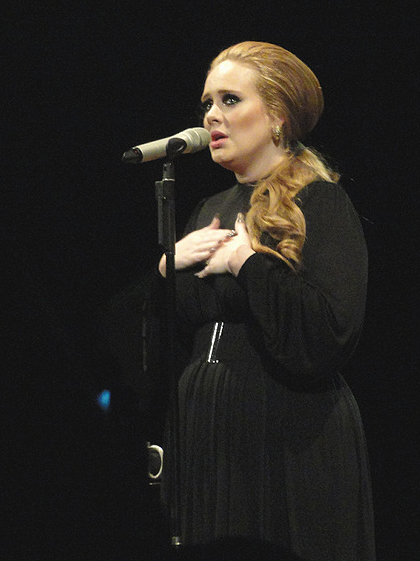
"Rolling in the Deep" rendeu à músico britânica Adele o seu primeiro número um e a canção mais vendida do ano.

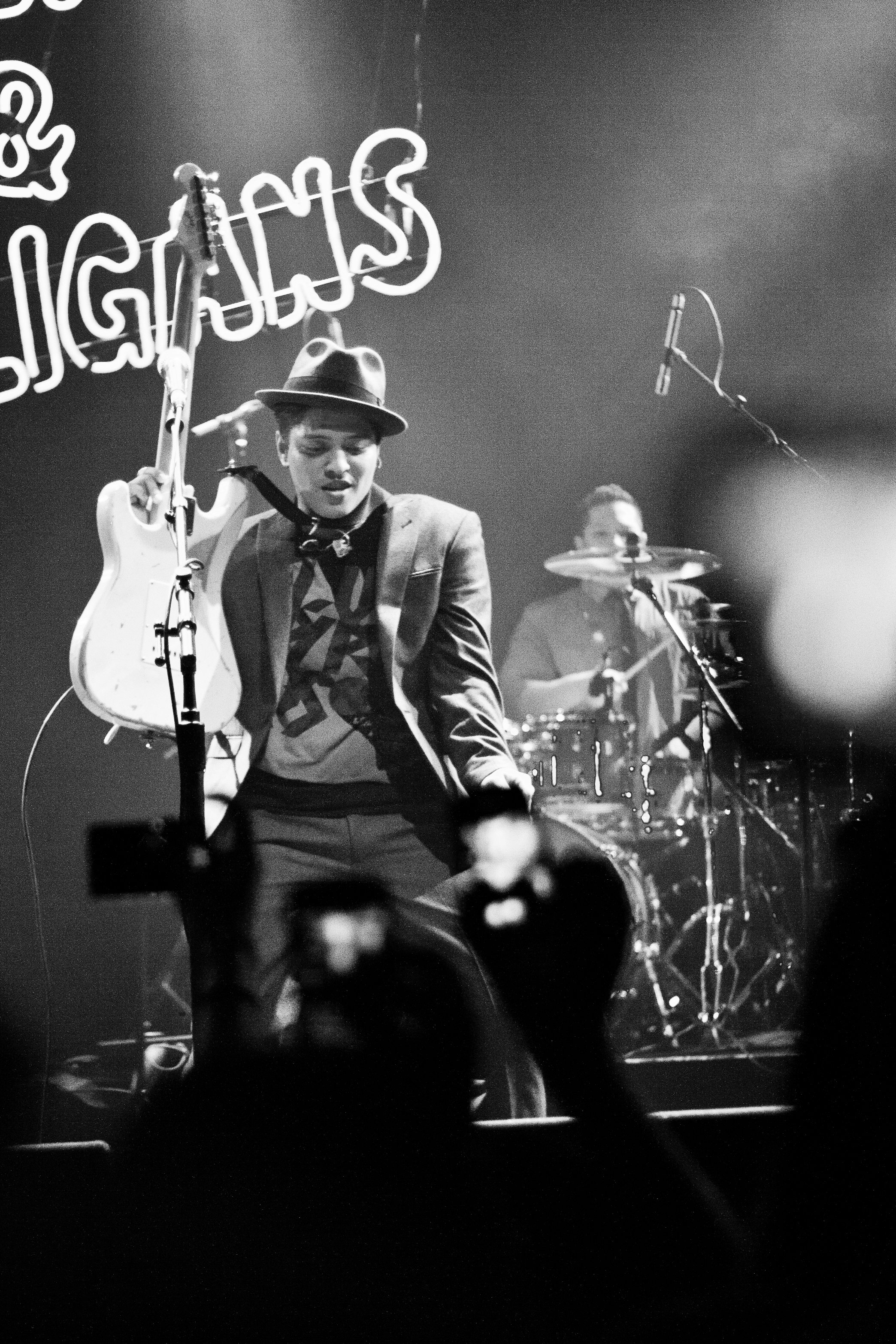
Bruno Mars teve a maior venda semanal por um single.

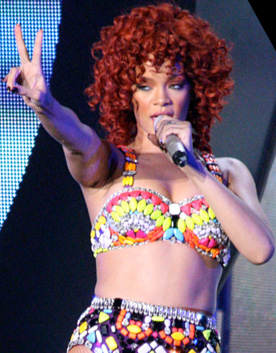
"We Found Love" rendeu a Rihanna o seu décimo primeiro número um, a maior soma por qualquer artista.

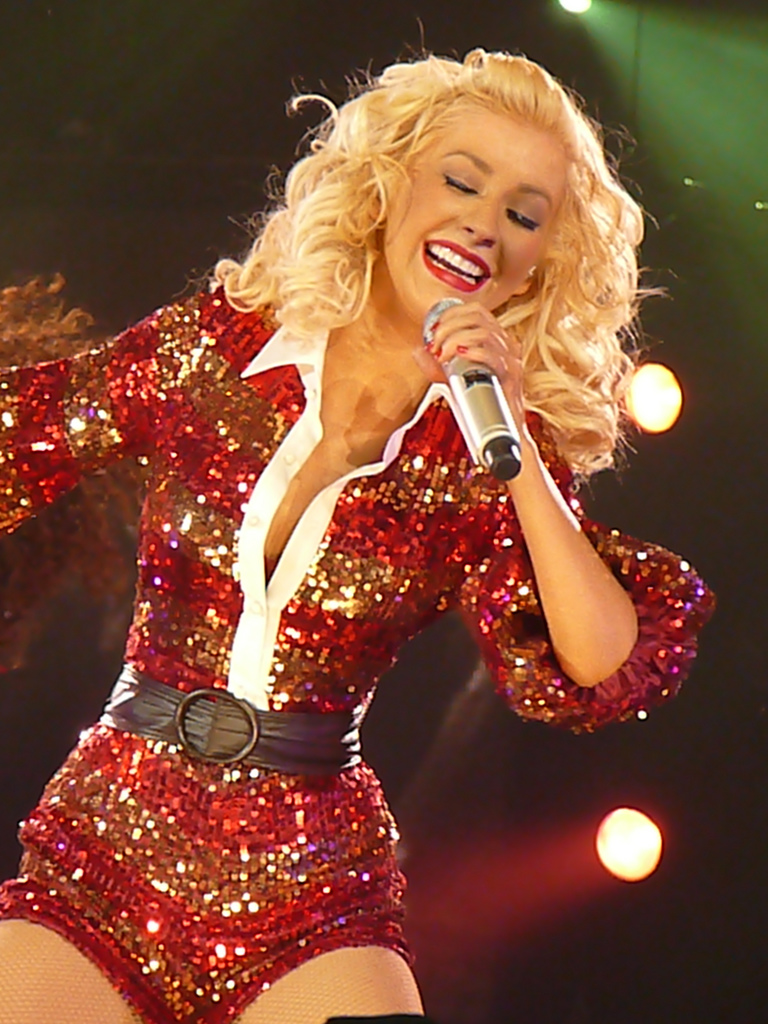
Christina Aguilera conseguiu o seu primeiro número um com "Moves Like Jagger".

|  | Denota o single com o melhor desempenho do ano. |

| Data            | Canção                         | Artista(s)                                          | Vendas (em milhares) | Ref.   |
| --------------- | ------------------------------ | --------------------------------------------------- | -------------------- | ------ |
| 1 de Janeiro    | "Grenade"                      | Bruno Mars                                          | 212                  | [ 4 ]  |
| 8 de Janeiro    | "Grenade"                      | Bruno Mars                                          | 559                  | [ 5 ]  |
| 15 de Janeiro   | "Grenade"                      | Bruno Mars                                          | 425                  | [ 6 ]  |
| 22 de Janeiro   | "Grenade"                      | Bruno Mars                                          | 275                  | [ 7 ]  |
| 29 de Janeiro   | "Hold It Against Me"           | Britney Spears                                      | 411                  | [ 8 ]  |
| 5 de Fevereiro  | "Grenade"                      | Bruno Mars                                          | 204                  | [ 9 ]  |
| 12 de Fevereiro | "Fuckin' Perfect"              | Pink                                                | 241                  | [ 10 ] |
| 19 de Fevereiro | "I Need a Doctor"              | Dr. Dre com participação de Eminem e Skylar Grey    | 226                  | [ 11 ] |
| 26 de Fevereiro | "Born This Way"                | Lady Gaga                                           | 448                  | [ 12 ] |
| 5 de Março      | "Born This Way"                | Lady Gaga                                           | 509                  | [ 13 ] |
| 12 de Março     | "Born This Way"                | Lady Gaga                                           | 286                  | [ 14 ] |
| 19 de Março     | "Born This Way"                | Lady Gaga                                           | 231                  | [ 15 ] |
| 26 de Março     | "E.T."                         | Katy Perry com participação de Kanye West           | 216                  | [ 16 ] |
| 2 de Abril      | "E.T."                         | Katy Perry com participação de Kanye West           | 261                  | [ 17 ] |
| 9 de Abril      | "E.T."                         | Katy Perry com participação de Kanye West           | 254                  | [ 18 ] |
| 16 de Abril     | "E.T."                         | Katy Perry com participação de Kanye West           | 327                  | [ 19 ] |
| 23 de Abril     | "E.T."                         | Katy Perry com participação de Kanye West           | 323                  | [ 20 ] |
| 30 de Abril     | "S&M"                          | Rihanna com participação de Britney Spears          | 293                  | [ 21 ] |
| 7 de Maio       | "E.T."                         | Katy Perry com participação de Kanye West           | 344                  | [ 22 ] |
| 14 de Maio      | "E.T."                         | Katy Perry com participação de Kanye West           | 300                  | [ 23 ] |
| 21 de Maio      | "Rolling in the Deep"          | Adele                                               | 294                  | [ 24 ] |
| 28 de Maio      | "Rolling in the Deep"          | Adele                                               | 353                  | [ 25 ] |
| 4 de Junho      | "Rolling in the Deep"          | Adele                                               | 297                  | [ 26 ] |
| 11 de Junho     | "Rolling in the Deep"          | Adele                                               | 254                  | [ 27 ] |
| 18 de Junho     | "Rolling in the Deep"          | Adele                                               | 244                  | [ 28 ] |
| 25 de Junho     | "Rolling in the Deep"          | Adele                                               | 224                  | [ 29 ] |
| 2 de Julho      | "Last Friday Night (T.G.I.F.)" | Katy Perry                                          | 235                  | [ 30 ] |
| 9 de Julho      | "Last Friday Night (T.G.I.F.)" | Katy Perry                                          | 226                  | [ 31 ] |
| 16 de Julho     | "Party Rock Anthem"            | LMFAO com participação de Lauren Bennett e GoonRock | 258                  | [ 32 ] |
| 23 de Julho     | "Party Rock Anthem"            | LMFAO com participação de Lauren Bennett e GoonRock | 236                  | [ 33 ] |
| 30 de Julho     | "Party Rock Anthem"            | LMFAO com participação de Lauren Bennett e GoonRock | 215                  | [ 34 ] |
| 6 de Agosto     | "Party Rock Anthem"            | LMFAO com participação de Lauren Bennett e GoonRock | 209                  | [ 35 ] |
| 13 de Agosto    | "Party Rock Anthem"            | LMFAO com participação de Lauren Bennett e GoonRock | 202                  | [ 36 ] |
| 20 de Agosto    | "Party Rock Anthem"            | LMFAO com participação de Lauren Bennett e GoonRock | 185                  | [ 37 ] |
| 27 de Agosto    | "Moves Like Jagger"            | Maroon 5 com participação de Christina Aguilera     | 219                  | [ 38 ] |
| 3 de Setembro   | "She Will"                     | Lil Wayne com participação de Drake                 | 255                  | [ 39 ] |
| 10 de Setembro  | "Moves Like Jagger"            | Maroon 5 com participação de Christina Aguilera     | 217                  | [ 40 ] |
| 17 de Setembro  | "Someone like You"             | Adele                                               | 275                  | [ 41 ] |
| 24 de Setembro  | "Moves Like Jagger"            | Maroon 5 com participação de Christina Aguilera     | 220                  | [ 42 ] |
| 1 de Outubro    | "Moves Like Jagger"            | Maroon 5 com participação de Christina Aguilera     | 221                  | [ 43 ] |
| 8 de Outubro    | "Moves Like Jagger"            | Maroon 5 com participação de Christina Aguilera     | 233                  | [ 44 ] |
| 15 de Outubro   | "Someone like You"             | Adele                                               | 222                  | [ 45 ] |
| 22 de Outubro   | "Someone like You"             | Adele                                               | 218                  | [ 46 ] |
| 29 de Outubro   | "Someone like You"             | Adele                                               | 207                  | [ 47 ] |
| 5 de Novembro   | "We Found Love"                | Rihanna com participação de Calvin Harris           | 231                  | [ 48 ] |
| 12 de Novembro  | "We Found Love"                | Rihanna com participação de Calvin Harris           | 243                  | [ 49 ] |
| 19 de Novembro  | "We Found Love"                | Rihanna com participação de Calvin Harris           | 236                  | [ 50 ] |
| 26 de Novembro  | "We Found Love"                | Rihanna com participação de Calvin Harris           | 227                  | [ 51 ] |
| 3 de Dezembro   | "We Found Love"                | Rihanna com participação de Calvin Harris           | 211                  | [ 52 ] |
| 10 de Dezembro  | "Sexy and I Know It"           | LMFAO                                               | 226                  | [ 53 ] |
| 17 de Dezembro  | "It Will Rain"                 | Bruno Mars                                          | 166                  | [ 54 ] |
| 24 de Dezembro  | "Sexy and I Know It"           | LMFAO                                               | 149                  | [ 55 ] |
| 31 de Dezembro  | "Sexy and I Know It"           | LMFAO                                               | 152                  | [ 56 ] |